# GMW
GMWとは、京都大学数理解析研究所・立石電機・アステック（ASTEC、現・アールワークス）が共同開発したUNIX系OS用のウィンドウシステムである。GMWは Give me More Windows を略したものであるが、言語(G)、仮想マシン(M)、ウィンドウ・システム(W)の略でもある。
GMWはウィンドウシステムとして仮想マシン方式を取っている。Mというマルチタスクの仮想マシンが動作している上で描画を行っており、クライアントとサーバの間はMの仮想コードでやり取りする。
X Window Systemが普及したため、ほとんど普及しなかった。